# Fernando Fernández Tapias
Fernando Fernández-Tapias Román (Vigo, 24 de noviembre de 1938-Madrid, 25 de octubre de 2023) fue un empresario y naviero español.

## Biografía
Fernando Fernández-Tapias Román era el séptimo de los doce hijos habidos en el matrimonio de Juan Manuel Fernández Román (1893-1970) y Alma Carolina Tapias Molins (1906-1993). Debido a su falta de atención en los estudios, su padre decidió que trabajase en la lonja del puerto de Vigo. Posteriormente realizó un curso de gestión y realizó la diplomatura en el Instituto Internacional de Empresas de la Universidad de Deusto. A los veinticinco años contrajo matrimonio con Victoria Riva de Luna, con la que tuvo cuatro hijos. 
Estuvo casado posteriormente con Juana García-Courel Mendoza, con la que tuvo dos hijos.
En 2002 se casó en terceras nupcias con Nuria González Sánchez con la que tuvo dos hijos.
Dividía sus actividades entre Vigo (su ciudad natal), Madrid (para ocuparse de la presidencia de la Cámara de Comercio) y Marbella, lugar en donde veraneaba.
Fernando Fernández-Tapias sufrió la pérdida de su hijo Bosco José, que desapareció en el año 2010 mientras practicaba submarinismo y su cadáver fue encontrado por dos buzos en Lanzarote en 2012. Colaboraba con Mensajeros de la Paz, la ONG católica del sacerdote Ángel García, conocido como El Padre Ángel.

## Actividad empresarial
Fernando Fernández-Tapias fundó las empresas navales Amura S.A. y Roda S.A. Fue propietario de Fernández-Tapias S.A. (naval, 1991), Conservas Peña S.A. y Conservas Portonovo S.A. (dedicadas al congelado y enlatado de mariscos y pescados), la sección marítima de Bureau Veritas SAF (dedicada al control de calidad) y Viajes Sandra's S.A., vicepresidente primero del Real Madrid Club de Fútbol durante las presidencias de Florentino Pérez. Trabajó como consejero de Unión Fenosa, Viajes Marsáns y Construcciones OHL.
De 1985 a 2002 fue presidente de la Confederación Empresarial de Madrid-CEOE.
En 2004 vendió su flota de buques petroleros a Teekay, de la que ejerce como filial en España e Hispanoamérica. Además su naviera también posee un 20,5 % de los astilleros Navigasa.

## Reconocimientos
En 1994 recibió el Premio al Empresario del Año, otorgado por la Cámara de Comercio e Industria de Madrid.